# Abd-as-Salam (nom)
Abd-as-Salam és un nom masculí teòfor àrab islàmic (àrab: عبد السلام, ʿAbd as-Salām) que literalment significa ‘Servidor de la Pau’, essent «la Pau» és un dels epítets de Déu. Si bé Abd-as-Salam és la transcripció normativa en català del nom en àrab clàssic, també se'l pot trobar transcrit Abd as-Salam, Abdul Salam, Abdoul Salam, Abdus Salam, Abd-ul-Salam, Abd al Salam… normalment per influència de la pronunciació dialectal o seguint altres criteris de transliteració. Com a teòfor, també el duen molts musulmans no arabòfons que l'han adaptat a les característiques fòniques i gràfiques de la seva llengua.
Vegeu aquí personatges i llocs que duen aquest nom.